# Компостельські аннали
Компосте́льські анна́ли (лат. Annales Compostellani) — латинська середньовічна хроніка. Отримала свою назву за одним з рукописів, що зберігся. Джерело змальовує події від часів правління Октавіана Августа до 1248 року. Здебільшого містить відомості з історії Піренейського півострова та Реконкісти. Опублікована 1767 року у 23 томі «Святої Іспанії».

## Видання
- Annales Compostellani // España sagrada. Madrid, 1767. Tomo 23.